# Lunxhëri
Lunxhëri (Grieks: Λιούντζη) is een plaats en voormalige gemeente in de stad (bashkia) Gjirokastër in de prefectuur Gjirokastër in Albanië. Sinds de gemeentelijke herindeling van 2015 doet Lunxhëri dienst als deelgemeente en is het een bestuurseenheid zonder verdere bestuurlijke bevoegdheden. De plaats telde bij de census van 2011 1.941 inwoners.

## Bevolking
In de volkstelling van 2011 telde de (voormalige) gemeente Lunxhëri 1.941 inwoners, een daling vergeleken met 2.814 inwoners op 1 april 2001. De bevolking bestond uit etnische Albanezen (76,02 procent), gevolgd door een Griekse minderheid (6,05 procent) en nog kleinere percentages Roma (0,45 procent), Aroemenen (0,40 procent) en Balkan-Egyptenaren.
In de volkstelling van 2011 identificeerde 44,72% van de bevolking zich niet met een van de vier belangrijkste denominaties van Albanië. Van de religieuze bevolking van Lunxhëri was 30,86% moslims, 24,42% orthodox, 3,3% katholiek en 0,82% bektashi.

## Nederzettingen
De voormalige gemeente omvatte de volgende dorpen: Qestorat, Dhoksat, Këllëz, Mingul, Nokovë, Erind, Gjat, Kakoz, Karjan en Valare.